# Pimelodella witmeri
Pimelodella witmeri är en fiskart som beskrevs av Fowler, 1941. Pimelodella witmeri ingår i släktet Pimelodella och familjen Heptapteridae. Inga underarter finns listade i Catalogue of Life.